# Miki, Hyōgo
Miki (三木市 Miki-shi) là một thành phố thuộc tỉnh Hyōgo, Nhật Bản.